# Reto Knutti

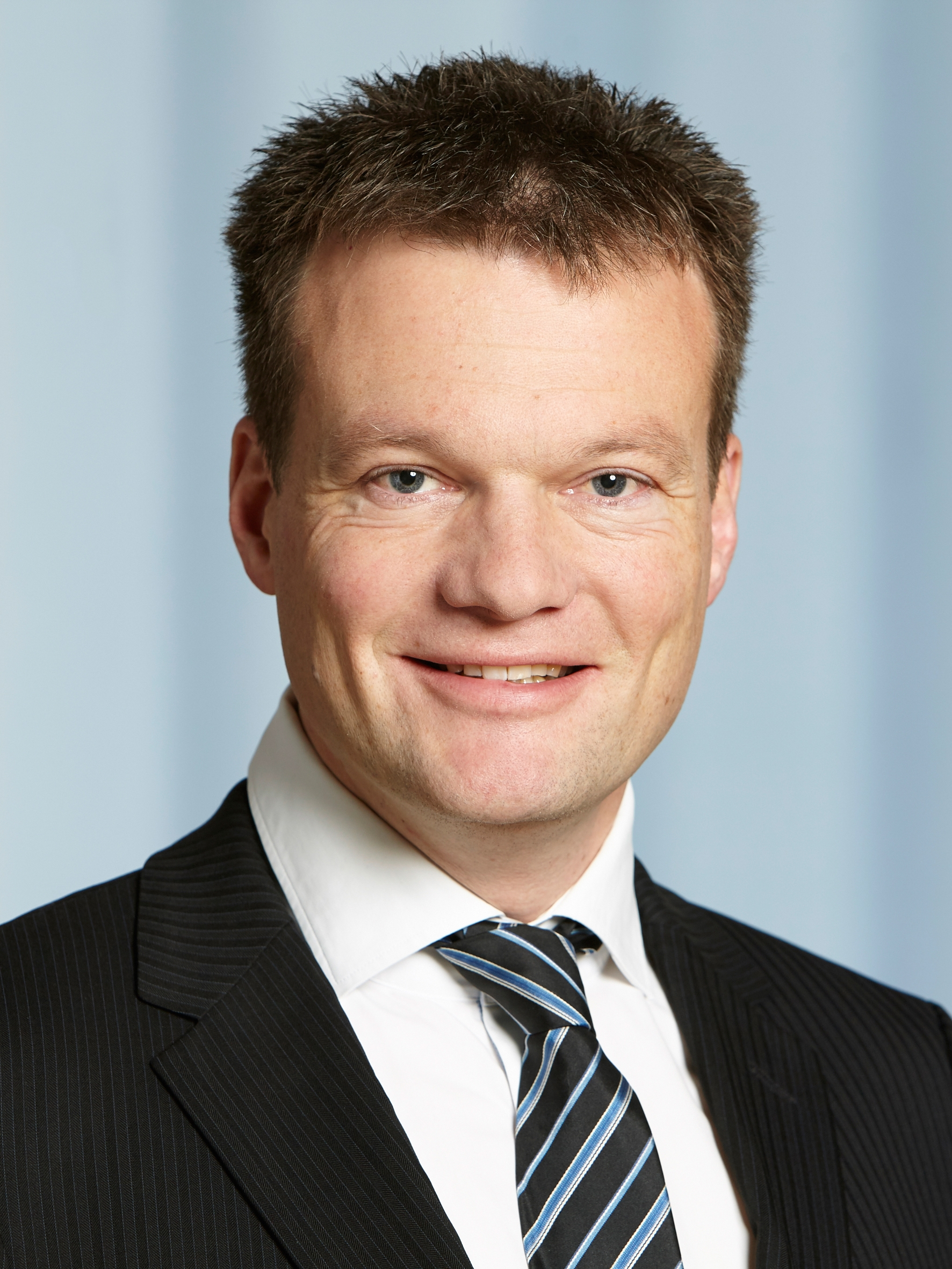
Reto Knutti (2017)

Reto Knutti (* 7. Mai 1973 in Saanen, Kanton Bern) ist ein Schweizer Klimatologe. Er ist Professor für Klimaphysik an der ETH Zürich und war einer der Leitautoren beim Vierten und Fünften Sachstandsbericht des IPCC.

## Leben und Wirken
Knutti studierte Physik an der Universität Bern und schloss das Studium 1999 mit einer Diplomarbeit über Parametrisierungen von sub-skaligen Mischungsprozessen in einem zonal gemittelten Ozean-Modell ab. 2002 promovierte er bei Thomas Stocker im physikalischen Institut der Universität Bern mit einer Arbeit über «Modelling studies on the probability and predictability of future climate change». Später wurde er Assistenzprofessor an der ETH Zürich. 2012 wurde er dort zum ausserordentlichen Professor für Klimaphysik ernannt, 2016 erhielt er an gleicher Stelle eine ordentliche Professur für Klimaphysik.
Zu seinen Forschungsschwerpunkten zählen Veränderungen im Klimasystem durch Treibhausgase wie Kohlenstoffdioxid sowie die Weiterentwicklung, Bewertung und Anwendung von Klimamodellen. Unter anderem befasst er sich mit Langzeitprojektionen des Klimasystems, der Erstellung von Klimaszenarien, den Wechselwirkungen zwischen dem Klimasystem und dem Kohlenstoffzyklus, aber auch der natürlichen Klimavariabilität, der Erkennung und Zuschreibung von Ursachen für Klimaveränderungen oder der Klimasensitivität. Des Weiteren beschäftigt er sich mit der Wärmeaufnahme durch Ozeane, meteorologischen Extremereignissen und weiteren klimatologischen Fragestellungen. Mit Stand März 2025 hat er einen h-Index von 108.
Knutti gilt auch als ein bedeutendes Mitglied des IPCC. Bereits 2001 wirkte er als Autor an dem Kapitel über «Projektionen zukünftiger Klimaentwicklungen» im Dritten Sachstandsbericht des IPCC mit. Am 2007 erschienenen 4. Sachstandsbericht war er als Autor beteiligt und war Leitautor des Kapitels über «Globale Klimaprojektionen». Im 2013/14 erschienenen 5. Sachstandsbericht war er im Autorenkreis mehrerer Kapitel sowie koordinierender Leitautor des Kapitels über «Langzeit-Klimawandel» und einer der Leitautoren der technischen Zusammenfassung der Arbeitsgruppe «Physikalisch-Wissenschaftliche Grundlagen».
Knutti vermittelt auch Erkenntnisse der Klimaforschung an die breite Öffentlichkeit und bloggt gelegentlich im Zukunftsblog der ETH Zürich. 2018 wurde er für seine Forschungen sowie seine Wissenschaftskommunikation mit dem Preis der Stiftung Dr. J. E. Brandenberger ausgezeichnet, einem der höchsten Stiftungspreise in der Schweiz.
Wie viele andere Klimaforscher wird Knutti von Klimaskeptikern und -leugnern angegriffen und diffamiert. Unter anderem erhält er regelmässig verunglimpfende E-Mails, in denen z. B. gefordert wird, IPCC-Forscher wie ihn ins Gefängnis zu stecken oder vor den Europäischen Gerichtshof zu bringen. Ihm wurde ein gefälschtes Facebook-Profil angelegt, und auf einer Fake-News-Seite wurde ein erfundenes Interview mit ihm veröffentlicht, das dann in mehreren Staaten als echte Nachricht verbreitet wurde. In beiden Fällen wurden ihm Aussagen in den Mund gelegt, die er nicht getätigt hatte. Ziel dieser Desinformation war offenbar, Knutti als Wissenschaftler zu diffamieren.
Knutti befürwortete das im Jahr 2020 revidierte CO2-Gesetz für die Schweiz und rief zusammen mit über hundert anderen Wissenschaftlern in einem Appell zur Annahme des Gesetzes. Die durch ein Referendum zustande gekommene Eidgenössische Abstimmung über die Totalrevision des CO2-Gesetzes vom 13. Juni 2021 verlief jedoch erfolglos, wurde sie doch mit einer Mehrheit von 51,59 % abgelehnt. Für die Abstimmung vom 18. Juni 2023 über den indirekten Gegenentwurf zur Gletscher-Initiative (Klimaschutz-Gesetz) wirbt er zusammen mit über 200 Wissenschaftlern für dessen Annahme.

## Ausgewählte Publikationen
- E. M. Fischer, S. Sippel, R. Knutti: Increasing probability of record-shattering climate extremes. In: Nature Climate Change. 2021, doi:10.1038/s41558-021-01092-9.
- Sebastian Sippel et al.: Climate change now detectable from any single day of weather at global scale. In: Nature Climate Change. Band 10, 2020, S. 35–41, doi:10.1038/s41558-019-0666-7.
- Gregor Hagedorn, Peter Kalmus, Michael E. Mann, Sara Vicca, Joke Van den Berge, Jean-Pascal van Ypersele, Dominique Bourg, Jan Rotmans, Roope Kaaronen, Stefan Rahmstorf, Helga Kromp-Kolb, Gottfried Kirchengast, Reto Knutti, Sonia Seneviratne, Philippe Thalmann, Raven Cretney, Alison Green, Kevin Anderson, Martin Hedberg, Douglas Nilsson, Amita Kuttner, Katharine Hayhoe: Concerns of young protesters are justified. In: Science. Band 364, Nr. 6436, 2019, S. 139–140, doi:10.1126/science.aax3807.
- Medhaug et al.: Reconciling controversies about the ‘global warming hiatus’. In: Nature. Band 545, 2017, S. 41–47, doi:10.1038/nature22315.
- Schleussner et al.: Science and policy characteristics of the Paris Agreement temperature goal. In: Nature Climate Change. Band 6, 2016, S. 827–835, doi:10.1038/nclimate3096.
- Seneviratne et al.: Allowable CO2 emissions based on regional and impact-related climate targets. In: Nature. Band 529, 2016, S. 477–483, doi:10.1038/nature16542.
- Knutti et al.: A scientific critique of the two-degree climate change target. In: Nature Geoscience. Band 9, 2016, S. 13–18, doi:10.1038/ngeo2595.
- Fischer, Knutti: Anthropogenic contribution to global occurrence of heavy-precipitation and high-temperature extremes. In: Nature Climate Change. Band 5, 2015, S. 560–564, doi:10.1038/nclimate2617.
- Friedlingstein et al.: Persistent growth of CO2 emissions and implications for reaching climate targets. In: Nature Geoscience. Band 7, 2014, S. 709–715, doi:10.1038/ngeo2248.
- Knutti, Sedláček: Robustness and uncertainties in the new CMIP5 climate model projections. In: Nature Climate Change. Nr. 3, 2013, S. 369–373, doi:10.1038/nclimate1716.
- Rogelj et al.: Global warming under old and new scenarios using IPCC climate sensitivity range estimates. In: Nature Climate Change. Band 2, 2012, S. 248–253, doi:10.1038/nclimate1385.
- Knutti et al.: Challenges in Combining Projections from Multiple Climate Models. In: Journal of Climate. Band 23, Nr. 10, 2010, S. 2739–2758, doi:10.1175/2009JCLI3361.1.
- Malte Meinshausen et al.: Greenhouse-gas emission targets for limiting global warming to 2 °C. In: Nature. Band 458, 2009, S. 1158–116, doi:10.1038/nature08017.
- Salomon et al.: Irreversible climate change due to carbon dioxide emissions. In: Proceedings of the National Academy of Sciences. Band 106, Nr. 6, 2009, S. 1704–1709, doi:10.1073/pnas.0812721106.
- Knutti, Hegerl: The equilibrium sensitivity of the Earth's temperature to radiation changes. In: Nature Geoscience. Band 1, 2008, S. 735–743, doi:10.1038/ngeo337.
- Knutti et al.: Constraints on radiative forcing and future climate change from observations and climate model ensembles. In: Nature. Band 416, 2002, S. 719–723, doi:10.1038/416719a.

## TV
- Basler Zeitung Standpunkte, moderiert von Reto Brennwald: Klimawandel stoppen? In: SRF 1, 24. November 2018 (online) (51 min, Schweizerdeutsch).
- Sendung «Schawinski». Roger Schawinski im Gespräch mit Reto Knutti. Video in: SRF 1, 26. August 2019 (Online) (28 min, Schweizerdeutsch).